# Margarito
Margarito Lopez Esparza (San Ignacio, Sinaloa, 10 de junio de 1936-Puebla, 15 de mayo de 2016), conocido como Margarito, fue un actor y comediante mexicano. Se autodefinió como «el actor más pequeño del mundo desde 1936», esto debido a que sufrió de enanismo desde su nacimiento.

## Biografía y carrera
Margarito Lopez Esparza nació el 10 de junio de 1936 en San Ignacio, Sinaloa. Sus primeras participaciones en el cine las hizo durante el transcurso de la Época de Oro del cine mexicano, apareciendo en papeles sin acreditar en tres películas de esta era, estas fueron El mariachi desconocido (1953), Soy un golfo (1955), y Pura vida (1956). Sus padres fallecieron en 1960.  Entre 1970 y 1980 vivió en El Salvador. Por un tiempo trabajó de extra en el programa Oficina para todos. Después del cierre de la emisión, Margarito cantó en los bares nocturnos como el recordado «La Praviana», Bar-Restaurante-Club Nocturno, que incluso le dio el nombre a una zona del centro histórico de San Salvador. También se le veía cantar en los autobuses y en algunos parques. Después de estas experiencias y al parecer por problemas con su cónyuge, Rosa Urbina Miranda, de estatura normal y con quien tuvo tres hijos también de estatura común, regresó a su natal México. En los años noventa, debido a la falta de oportunidades de trabajo, se vio en la necesidad de cantar en los metros públicos.
En agosto del 2004, Margarito entabló una demanda, con número de folio 42604, contra la revista Mi Guía, con cargos de difamación y falsas declaraciones que se le imputaban. El actor pedía una indemnización de 5 millones de pesos. Irma Serrano afirmó que uniría fuerzas con él contra la revista al afirmar que Margarito tuviera la supuesta paternidad de su hijo. En abril de 2005 ratificó su posible postulación como candidato en la Elección de jefe de Gobierno del Distrito Federal, aunque no prosiguió con su proyecto.

### Muerte
El 14 de mayo de 2016, fue internado debido a una neumonía en una clínica del ISSSTE, en Puebla, lugar en el que vivió sus últimos días. Al día siguiente, Margarito falleció en ese lugar a los 79 años de edad, a causa de un paro cardíaco.

## Filmografía

### Cine
| Año  | Título                          | Papel                 | Notas                                                  |
| ---- | ------------------------------- | --------------------- | ------------------------------------------------------ |
| 1953 | El mariachi desconocido         | Enano                 | No acreditado                                          |
| 1955 | Soy un golfo                    | Enano                 | No acreditado                                          |
| 1956 | Pura vida                       | Enano                 | No acreditado                                          |
| 1958 | Las mil y una noches            | Enano                 | No acreditado                                          |
| 1958 | La odalisca No. 13              | Ali Bebé              | No acreditado                                          |
| 1961 | Muñecos infernales              | Muñeco                | No acreditado                                          |
| 1961 | Con quien andan nuestros locos  | Personaje desconocido |                                                        |
| 1961 | Suicídate mi amor               | Enano                 | No acreditado                                          |
| 1962 | El tigre negro                  | Enano                 | Acreditado como el Enano Margarito                     |
| 1981 | La pulquería                    | Personaje desconocido | Acreditado como «Enano» Margarito Esparza              |
| 1982 | Fieras contra fieras            | Personaje desconocido |                                                        |
| 1991 | El tratado de libre co...mercio | Personaje desconocido | Cortometraje; acreditado como Margarito Esparza Nevare |
| 1993 | Herencia diabólica              | Payasito              | Acreditado como Margarito Esparza Nevare               |
| 1995 | Próxima salida a 50 metros      | Personaje desconocido | Cortometraje; acreditado como Margarito Esparza Nevare |
| 2002 | La maceta                       | Personaje desconocido | Acreditado como Margarito Esparza Nevare               |

### Televisión
| Año     | Título              | Papel                       |
| ------- | ------------------- | --------------------------- |
| 2003    | La Jaula            | Enano Margarito (mayordomo) |
| 2003-04 | Alegrijes y rebujos | Réficus                     |